# Уйляку-де-Кріш
Уйляку-де-Кріш (рум. Uileacu de Criș) — село у повіті Біхор в Румунії. Входить до складу комуни Тілягд.
Село розташоване на відстані 420 км на північний захід від Бухареста, 22 км на схід від Ораді, 110 км на захід від Клуж-Напоки.

## Населення
За даними перепису населення 2002 року у селі проживали 879 осіб.
Національний склад населення села:
| Національність | Кількість осіб | Відсоток |
| -------------- | -------------- | -------- |
| румуни         | 436            | 49,6%    |
| угорці         | 430            | 48,9%    |
| словаки        | 13             | 1,5%     |

Рідною мовою назвали:
| Мова      | Кількість осіб | Відсоток |
| --------- | -------------- | -------- |
| румунська | 440            | 50,1%    |
| угорська  | 425            | 48,4%    |
| словацька | 13             | 1,5%     |